# Coppa Italia 1941-1942
La Coppa Italia 1941-1942 fu la 9ª edizione della manifestazione calcistica. Iniziò il 5 ottobre 1941 e si concluse il 28 giugno 1942.
La manifestazione fu vinta dalla Juventus, che nella doppia finale batté un Milano il quale cominciava a dare i primi segni di risveglio dal suo più che ventennale torpore.

## Squadre partecipanti
La FIGC esentò da questa edizione le squadre di Serie C dal partecipare alla coppa viste le crescenti difficoltà economiche legate alla recrudescenza della Seconda guerra mondiale.

### Serie A
| - Ambrosiana-Inter - Atalanta - Bologna - Fiorentina | - Genova 1893 - Juventus - Lazio - Liguria | - Livorno - Milano - Modena - Napoli | - Roma - Torino - Triestina - Venezia |

### Serie B
| - Alessandria - Bari - Brescia - Fanfulla - Fiumana | - Lucchese - Novara - Padova - Pescara - Pisa | - Prato - Pro Patria - Reggiana - Savona | - Siena - Spezia - Udinese - Vicenza |

## Date
| Turno          | Data                |
| -------------- | ------------------- |
| Qualificazioni | 5 ottobre 1941      |
| Sedicesimi     | 12 ottobre 1941     |
| Ottavi         | 19 ottobre 1941     |
| Quarti         | 8 febbraio 1942     |
| Semifinali     | 12 aprile 1942      |
| Finali         | 21 - 28 giugno 1942 |

## Calendario

### Qualificazioni squadre di Serie B
In questa fase quattro squadre di Serie B furono sorteggiate per effettuare un turno di qualificazione.
| Arbitro: | Zilli (Reggio Emilia) |

|                     |           |                |
| Galli 42’ Torri 70’ | Marcatori | 40’ Caracciolo |

| Arbitro: | Bernardi (Savona) |

|  |           |             |
|  | Marcatori | 35’ Turconi |

#### Tabella riassuntiva
| Squadra 1      | Risultato | Squadra 2  |
| -------------- | --------- | ---------- |
| 5 ottobre 1941 |           |            |
| Novara         | 2 – 1     | Fanfulla   |
| Udinese        | 0 – 1     | Pro Patria |

## Fase a eliminazione dai sedicesimi di finale
|  | Sedicesimi di finale | Sedicesimi di finale | Sedicesimi di finale |  |  | Ottavi di finale | Ottavi di finale | Ottavi di finale |          |   | Quarti di finale | Quarti di finale | Quarti di finale |         |   | Semifinali | Semifinali | Semifinali |          |   | Finale | Finale | Finale | Finale | Finale |  |
|  |                      |                      |                      |  |  |                  |                  |                  |          |   |                  |                  |                  |         |   |            |            |            |          |   |        |        |        |        |        |  |
|  | Milano               | Milano               | 4                    |  |  |                  |                  |                  |          |   |                  |                  |                  |         |   |            |            |            |          |   |        |        |        |        |        |  |
|  | Fiorentina           | Fiorentina           | 1                    |  |  | Milano           | Milano           | 4                |          |   |                  |                  |                  |         |   |            |            |            |          |   |        |        |        |        |        |  |
|  | Lazio                | Lazio                | 4                    |  |  | Lazio            | Lazio            | 2                |          |   |                  |                  |                  |         |   |            |            |            |          |   |        |        |        |        |        |  |
|  | Bari                 | Bari                 | 2                    |  |  |                  |                  |                  |          |   | Milano           | Milano           | 6                |         |   |            |            |            |          |   |        |        |        |        |        |  |
|  | Vicenza              | Vicenza              | 1                    |  |  |                  |                  | Reggiana         | Reggiana | 0 |                  |                  |                  |         |   |            |            |            |          |   |        |        |        |        |        |  |
|  | Prato                | Prato                | 2                    |  |  | Prato            | Prato            | 0                |          |   |                  |                  |                  |         |   |            |            |            |          |   |        |        |        |        |        |  |
|  | Lucchese             | Lucchese             | 1                    |  |  | Reggiana         | Reggiana         | 4                |          |   |                  |                  |                  |         |   |            |            |            |          |   |        |        |        |        |        |  |
|  | Reggiana             | Reggiana             | 2                    |  |  |                  |                  |                  |          |   | Milano           | Milano           | 2                |         |   |            |            |            |          |   |        |        |        |        |        |  |
|  | Siena                | Siena                | 1                    |  |  |                  |                  |                  |          |   |                  |                  | Venezia          | Venezia | 1 |            |            |            |          |   |        |        |        |        |        |  |
|  | Pisa                 | Pisa                 | 2                    |  |  | Pisa             | Pisa             | 0                |          |   |                  |                  |                  |         |   |            |            |            |          |   |        |        |        |        |        |  |
|  | Venezia              | Venezia              | 2                    |  |  | Venezia          | Venezia          | 4                |          |   |                  |                  |                  |         |   |            |            |            |          |   |        |        |        |        |        |  |
|  | Torino               | Torino               | 1                    |  |  |                  |                  |                  |          |   | Venezia          | Venezia          | 2                |         |   |            |            |            |          |   |        |        |        |        |        |  |
|  | Livorno              | Livorno              | 4                    |  |  |                  |                  | Bologna          | Bologna  | 1 |                  |                  |                  |         |   |            |            |            |          |   |        |        |        |        |        |  |
|  | Triestina            | Triestina            | 1                    |  |  | Livorno          | Livorno          | 2                |          |   |                  |                  |                  |         |   |            |            |            |          |   |        |        |        |        |        |  |
|  | Bologna              | Bologna              | 4                    |  |  | Bologna          | Bologna          | 4                |          |   |                  |                  |                  |         |   |            |            |            |          |   |        |        |        |        |        |  |
|  | Alessandria          | Alessandria          | 0                    |  |  |                  |                  |                  |          |   | Milano           | Milano           | 1                | 1       | 2 |            |            |            |          |   |        |        |        |        |        |  |
|  | Juventus             | Juventus             | 5                    |  |  |                  |                  |                  |          |   |                  |                  |                  |         |   |            |            | Juventus   | Juventus | 1 | 4      | 5      |        |        |        |  |
|  | Pro Patria           | Pro Patria           | 0                    |  |  | Juventus         | Juventus         | 2                |          |   |                  |                  |                  |         |   |            |            |            |          |   |        |        |        |        |        |  |
|  | Pescara              | Pescara              | 1                    |  |  | Genova 1893      | Genova 1893      | 1                |          |   |                  |                  |                  |         |   |            |            |            |          |   |        |        |        |        |        |  |
|  | Genova 1893          | Genova 1893          | 2                    |  |  |                  |                  |                  |          |   | Juventus         | Juventus         | 1                |         |   |            |            |            |          |   |        |        |        |        |        |  |
|  | Padova               | Padova               | 2                    |  |  |                  |                  | Padova           | Padova   | 0 |                  |                  |                  |         |   |            |            |            |          |   |        |        |        |        |        |  |
|  | Napoli               | Napoli               | 0                    |  |  | Padova           | Padova           | 3                |          |   |                  |                  |                  |         |   |            |            |            |          |   |        |        |        |        |        |  |
|  | Brescia              | Brescia              | 2                    |  |  | Brescia          | Brescia          | 2                |          |   |                  |                  |                  |         |   |            |            |            |          |   |        |        |        |        |        |  |
|  | Savona               | Savona               | 1                    |  |  |                  |                  |                  |          |   | Juventus         | Juventus         | 4                |         |   |            |            |            |          |   |        |        |        |        |        |  |
|  | Modena               | Modena               | 4                    |  |  |                  |                  |                  |          |   |                  |                  | Modena           | Modena  | 1 |            |            |            |          |   |        |        |        |        |        |  |
|  | Ambrosiana-Inter     | Ambrosiana-Inter     | 1                    |  |  | Modena           | Modena           | 3                |          |   |                  |                  |                  |         |   |            |            |            |          |   |        |        |        |        |        |  |
|  | Liguria              | Liguria              | 0                    |  |  | Atalanta         | Atalanta         | 1                |          |   |                  |                  |                  |         |   |            |            |            |          |   |        |        |        |        |        |  |
|  | Atalanta             | Atalanta             | 2                    |  |  |                  |                  |                  |          |   | Modena           | Modena           | 2                |         |   |            |            |            |          |   |        |        |        |        |        |  |
|  | Novara               | Novara               | 1                    |  |  |                  |                  | Novara           | Novara   | 0 |                  |                  |                  |         |   |            |            |            |          |   |        |        |        |        |        |  |
|  | Roma                 | Roma                 | 0                    |  |  | Novara           | Novara           | 2                |          |   |                  |                  |                  |         |   |            |            |            |          |   |        |        |        |        |        |  |
|  | Spezia               | Spezia               | 4                    |  |  | Spezia           | Spezia           | 1                |          |   |                  |                  |                  |         |   |            |            |            |          |   |        |        |        |        |        |  |
|  | Fiumana              | Fiumana              | 0                    |  |  |                  |                  |                  |          |   |                  |                  |                  |         |   |            |            |            |          |   |        |        |        |        |        |  |

### Sedicesimi di finale
| Arbitro: | Francini (Viareggio) |

|                                                  |           |  |
| Sansone 30’ Arcari 52’ Biavati 61’ Puricelli 69’ | Marcatori |  |

| Arbitro: | Scarpi (Dolo) |

|                          |           |                |
| Martelli 24’ Miniati 42’ | Marcatori | 67’ Gianesello |

| Arbitro: | Gnocchini (Como) |

|                                               |           |  |
| Bellini 36’ Colaneri 61’ Lushta 75’, 81’, 86’ | Marcatori |  |

| Arbitro: | Mazza (Torre del Greco) |

|                                           |           |                         |
| Gualtieri 9’ Vettraino 14’ Piola 19’, 26’ | Marcatori | 16’ Fabbri 46’ Trevisan |

| Arbitro: | Bogetti (Torino) |

|  |           |                                     |
|  | Marcatori | 10’ Corbelli 75’ (rig.) Ciancamerla |

| Arbitro: | Moretti (Genova) |

|                                                   |           |                  |
| Ballarin I 27’ (aut.) Viani 38’, 89’ Zidarich 66’ | Marcatori | 41’ Tagliasacchi |

| Arbitro: | Biancone (Roma) |

|            |           |                   |
| Lazzari 6’ | Marcatori | 59’, 82’ Colaussi |

| Arbitro: | Ciamberlini (Genova) |

|                                              |           |         |
| Boffi 24’ Bollano 74’, 77’ (rig.) Meazza 89’ | Marcatori | 60’ Gei |

| Arbitro: | Bertolio (Torino) |

|                                             |           |                    |
| Cristina 10’ Ottino 59’, 89’ Del Grosso 79’ | Marcatori | 42’ (rig.) Demaria |

| Arbitro: | Curradi (Firenze) |

|               |           |  |
| Calzolai 113’ | Marcatori |  |

| Arbitro: | Limido (Milano) |

|                                 |           |  |
| Formentin 6’ Sforzin 70’ (rig.) | Marcatori |  |

| Arbitro: | Dellarole (Vercelli) |

|               |           |                                  |
| Romagnoli 16’ | Marcatori | 40’ (aut.) La Porta 52’ Trevisan |

| Arbitro: | Pizziolo (Firenze) |

|              |           |                         |
| Ulivieri 40’ | Marcatori | 6’ Bertoni 108’ Ferrari |

| Arbitro: | Viarengo (Asti) |

|                                       |           |  |
| Castigliano 1’, 75’ Costanzo 47’, 53’ | Marcatori |  |

| Arbitro: | Scorzoni (Bologna) |

|                           |           |             |
| Pernigo 52’ Stefanini 64’ | Marcatori | 38’ Gabetto |

| Arbitro: | Poggipollini (Ferrara) |

|           |           |                           |
| Rossi 35’ | Marcatori | 68’ Valcareggi 89’ Raccis |

#### Tabella riassuntiva
| Squadra 1         | Risultato   | Squadra 2        |
| ----------------- | ----------- | ---------------- |
| 12 ottobre 1941   |             |                  |
| Bologna           | 4 - 0       | Alessandria      |
| Brescia           | 2 - 1       | Savona           |
| Juventus          | 5 - 0       | Pro Patria       |
| Lazio             | 4 - 2       | Bari             |
| Liguria           | 0 - 2       | Atalanta         |
| Livorno           | 4 - 1       | Triestina        |
| Lucchese Libertas | 1 - 2       | Reggiana         |
| Milano            | 4 - 1       | Fiorentina       |
| Modena            | 4 - 1       | Ambrosiana-Inter |
| Novara            | 1 - 0 (dts) | Roma             |
| Padova            | 2 - 0       | Napoli           |
| Pescara           | 1 - 2       | Genova 1893      |
| Siena             | 1 - 2 (dts) | Pisa             |
| Spezia            | 4 - 0       | Fiumana          |
| Venezia           | 2 - 1       | Torino           |
| Vicenza           | 1 - 2       | Prato            |

### Ottavi di finale
| Arbitro: | Barlassina (Novara) |

|                 |           |             |
| Lushta 12’, 81’ | Marcatori | 37’ Bertoni |

| Arbitro: | Dellarole (Vercelli) |

|                       |           |                                                               |
| Viani 8’ Angelini 22’ | Marcatori | 24’ Puricelli 48’ Reguzzoni 83’ (aut.) Paolinelli 85’ Biavati |

| Arbitro: | Galeati (Bologna) |

|                                                            |           |                         |
| Rosellini 62’ Antonini 70’ Bollano 74’ (rig.) Sandroni 83’ | Marcatori | 19’ Gualtieri 56’ Piola |

| Arbitro: | Bellè (Venezia) |

|                           |           |            |
| Braga 48’ Ottino 50’, 58’ | Marcatori | 75’ Fabbri |

| Arbitro: | Buratti (Milano) |

|                          |           |                 |
| Calzolai 60’ Bonati 103’ | Marcatori | 54’ Castigliano |

| Arbitro: | Venutti (Trieste) |

|                                |           |                                    |
| Cassani 15’, 78’ Belardini 89’ | Marcatori | 64’ Miniati 87’ (aut.) Passalacqua |

| Arbitro: | Mattea (Torino) |

|  |           |                                                      |
|  | Marcatori | 3’ Stefanini 51’ Loik 58’ (rig.) Alberti 80’ Arienti |

| Arbitro: | Mantovani (Ferrara) |

|  |           |                                         |
|  | Marcatori | 37’, 63’ Violi 68’ Citterio 75’ Biagini |

#### Tabella riassuntiva
| Squadra 1       | Risultato | Squadra 2   |
| --------------- | --------- | ----------- |
| 19 ottobre 1941 |           |             |
| Juventus        | 2 - 1     | Genova 1893 |
| Livorno         | 2 - 4     | Bologna     |
| Milano          | 4 - 2     | Lazio       |
| Modena          | 3 - 1     | Atalanta    |
| Novara          | 2 - 1     | Spezia      |
| Padova          | 3 - 2     | Brescia     |
| Pisa            | 0 - 4     | Venezia     |
| Prato           | 0 - 4     | Reggiana    |

### Quarti di finale
| Arbitro: | Cardinali (Milano) |

|           |           |  |
| Banfi 78’ | Marcatori |  |

| Arbitro: | Bogetti (Torino) |

|                                                              |           |  |
| Todeschini 25’ Boffi 45’, 60’, 77’, 81’ Spaggiari 59’ (aut.) | Marcatori |  |

| Arbitro: | Bellè (Venezia) |

|                 |           |  |
| Ottino 16’, 60’ | Marcatori |  |

| Arbitro: | Ciamberlini (Genova) |

|                                 |           |  |
| Diotalevi 2’ Alberti 80’ (rig.) | Marcatori |  |

#### Tabella riassuntiva
| Squadra 1       | Risultato | Squadra 2 |
| --------------- | --------- | --------- |
| 8 febbraio 1942 |           |           |
| Juventus        | 1 - 0     | Padova    |
| Milano          | 6 - 0     | Reggiana  |
| Modena          | 2 - 0     | Novara    |
| Venezia         | 2 - 0     | Bologna   |

### Semifinali
| Arbitro: | Ciamberlini (Genova) |

|                                                  |           |            |
| Sentimenti 14’ Bellini 15’ Foni 41’ Varglien 54’ | Marcatori | 71’ Barbon |

| Arbitro: | Mattea (Torino) |

|                         |           |                    |
| Meazza 71’ Cappello 82’ | Marcatori | 41’ (rig.) Alberti |

#### Tabella riassuntiva
| Squadra 1      | Risultato | Squadra 2 |
| -------------- | --------- | --------- |
| 12 aprile 1942 |           |           |
| Juventus       | 4 - 1     | Modena    |
| Milano         | 2 - 1     | Venezia   |

### Finale

#### Andata
| Arbitro: | Dattilo (Roma) |

|              |           |             |
| Cappello 83’ | Marcatori | 37’ Bellini |

| Milano         |                   |
|                |                   |
| P              | Giovanni Rossetti |
| D              | Enrico Boniforti  |
| D              | Dante Guagnetti   |
| C              | Giuseppe Antonini |
| C              | Leandro Remondini |
| C              | Gianni Toppan     |
| A              | Piero Trapanelli  |
| A              | Giuseppe Meazza   |
| A              | Gino Cappello     |
| A              | Giorgio Granata   |
| A              | Luigi Rosellini   |
| Allenatore:    |                   |
| Mario Magnozzi |                   |

| Juventus    |                     |
|             |                     |
| P           | Giuseppe Peruchetti |
| D           | Alfredo Foni        |
| D           | Pietro Rava         |
| D           | Teobaldo Depetrini  |
| C           | Carlo Parola        |
| C           | Ugo Locatelli       |
| A           | Lelio Colaneri      |
| A           | Giovanni Varglien   |
| A           | Riza Lushta         |
| A           | Vittorio Sentimenti |
| A           | Savino Bellini      |
| Allenatore: |                     |
| Luis Monti  |                     |

#### Ritorno
| Arbitro: | Galeati (Bologna) |

|                                            |           |           |
| Lushta 29’, 69’, 71’ Sentimenti 34’ (rig.) | Marcatori | 56’ Boffi |

| Juventus    |                     |
|             |                     |
| P           | Giuseppe Peruchetti |
| D           | Alfredo Foni        |
| D           | Pietro Rava         |
| D           | Teobaldo Depetrini  |
| C           | Carlo Parola        |
| C           | Ugo Locatelli       |
| A           | Lelio Colaneri      |
| A           | Giovanni Varglien   |
| A           | Riza Lushta         |
| A           | Vittorio Sentimenti |
| A           | Savino Bellini      |
| Allenatore: |                     |
| Luis Monti  |                     |

| Milano         |                   |
|                |                   |
| P              | Giovanni Rossetti |
| D              | Enrico Boniforti  |
| D              | Dante Guagnetti   |
| C              | Giuseppe Antonini |
| C              | Leandro Remondini |
| C              | Gianni Toppan     |
| A              | Piero Trapanelli  |
| A              | Paolo Todeschini  |
| A              | Aldo Boffi        |
| A              | Gino Cappello     |
| A              | Luigi Rosellini   |
| Allenatore:    |                   |
| Mario Magnozzi |                   |

#### Tabella riassuntiva
| Squadra 1 | Totale | Squadra 2 | Andata | Ritorno |
| --------- | ------ | --------- | ------ | ------- |
| Milano    | 2-5    | Juventus  | 1-1    | 1-4     |

## Record
- Maggior numero di partite giocate: Juventus, Milano (6)
- Maggior numero di vittorie: Juventus (5)
- Maggior numero di vittorie in trasferta: Reggiana (2)
- Miglior attacco: Milano (18)
- Peggior attacco:
- Miglior difesa:
- Peggior difesa:
- Miglior differenza reti:
- Peggior differenza reti:
- Partita con maggiore scarto di reti: Milano - Reggiana 6 - 0 (6)
- Partita con più reti: Lazio - Bari 4 - 2, Milano - Lazio 4 - 2, Livorno - Bologna 2 - 4, Milano - Reggiana 6 - 0 (6)
- Partita con più spettatori:
- Partita con meno spettatori:
- Totale spettatori e (media partita):
- Totale gol segnati: 124
- Media gol partita: 3,6
- Incontri disputati: 34

## Classifica marcatori
| Gol | Rigori |  | Giocatore             | Squadra             |
| --- | ------ |  | --------------------- | ------------------- |
| 8   |        |  | Riza Lushta           | Juventus            |
| 6   |        |  | Aldo Boffi            | Milano              |
| 5   |        |  | Valeriano Ottino      | Modena              |
| 3   | 3      |  | Juan Agostino Alberti | Venezia (1907-1987) |
| 3   |        |  | Savino Bellini        | Juventus            |
| 3   | 2      |  | Angelo Bollano        | Milano              |
| 3   |        |  | Eusebio Castigliano   | Spezia              |
| 3   |        |  | Silvio Piola          | Lazio               |
| 3   |        |  | Vinicio Viani         | Livorno             |